# Fèrula

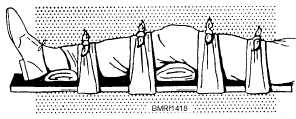
Fèrula per al genoll

Fèrula en medicina és un dispositiu o estructura de metall, fusta, guix, cartró, tela o plàstic que s'aplica amb finalitat generalment terapèutica. Les que es fan servir més són per al tractament de fractures o com complement de cirurgíes ortopèdiques en odontologia.

## Usos[1]
En general les fèrules en medicina es fan servir per mantenir en la seva posició o sostenir i immobilitzar parts del cos, en particular les mòbils o articulades:
- De manera temporal o provisional abans del tractament definitiu, com per exemple en fractures i luxacions.
- De manera permanent o perllongada per a cicatritzar o consolidar teixits lesionats
- Per facilitar la circulació limfàtica i venosa.
- Per corregir o evitar deformitats.

## Alguns tipus de fèrula[2]
- Fèrula en aeroplà: fèrula de filferro i embenat de guix.
- Fèrula d'Anderson: dos llargs visos o claus fixats amb un dispositiu extern regulable
- Fèrula de coaptació: tauletes ajustades al voltant del membre lesionat.
- Fèrula de Böhler-Braun: fèrula metàl·lica per un tipus de fractura del fèmur.